# 曼徹斯特堂區
曼徹斯特堂區（英語：Manchester Parish）是牙買加的14個堂區之一，屬於米德爾塞克斯郡的一部分，位於該國南部，北接特里洛尼堂區，東鄰克拉倫登堂區，南臨加勒比海，西毗聖伊麗莎白堂區，首府設於曼德維爾，面積830平方公里，2001年人口185,801。

## 外部連結
- Manchester Parish Library
- Statistical Institute of Jamaica （页面存档备份，存于）
- Political Geography of Jamaica （页面存档备份，存于） knox college
- Gourie Cave - JCO Report （页面存档备份，存于）
- Smokey Hole Cave - JCO Report （页面存档备份，存于）
- Oxford Cave - JCO Report （页面存档备份，存于）
- Manchester
- Stats
- Belair School （页面存档备份，存于）
- Magic Toys Workshop
- Jamaica Herons （页面存档备份，存于）

18°03′N 77°32′W / 18.050°N 77.533°W